# エルンスト・カプス
エルンスト・カプス・ピアノ・ファブリック（Ernst Kaps Piano Fabrik、エルンスト・カプス・ピアノ工場）は、1858年に創業されたドイツのピアノ製造会社であり、最初の工場はドレスデン・Seminar通り220から22番地にあった。カプスはザクセン王国御用達称号を得た。

## 歴史
エルンスト・カプス・ピアノフォルテファブリックはエルンスト・カール・ヴィルヘルム・カプス（Ernst Karl Wilhelm Kaps）によってドイツ・ドレスデンで創業された。エルンスト・カプスは1826年12月6日にデーベルンで生まれ、1887年にドレスデンで死去した。カプスは1879年にスウェーデン王立音楽アカデミーの名誉会員に任命された。ムスコのエルンスト・オイゲンは1864年に生まれ、1910年の初頭に不審な状況下でドレスデンで死去した。報告は、会社が破産管財人の管理下に置かれることになった結果、自らの命を絶った可能性を示唆した。彼の次男のヴィルヘルム・カールは1872年に生まれ、1943年にトルケヴィッツで死去した。しかしながら、1912年のザクセン王国における大富豪の財産と収入の年鑑はカプス家の2名、ヴィルヘルムとゲルトルート・カプスがそれぞれ130万マルクの財産と11万マルクの年収を得ていたことが記されている。1876年、カプス社はフィラデルフィア万国博覧会に出品した。1922年、1874年にドレスデンでヨハン・クーゼ（Johann Kuhse）によって創業されたピアノ製造会社と合併し、エルンスト・カプス・ピアノ・ファブリックAGとなった。1925年、カプス/クーゼ・ピアノフォルテAGと呼ばれていた工場は隣り合わせで両方のピアノブランドを作った。ドレスデン工場は1930年に閉鎖し、この時点で会社の最終製造番号は37500と報告されていた。ドレスデン工場は1885年以来37,500台のアップライトピアノおよびグランドピアノを生産し、安定して年間1000台のピアノを製造した。ドレスデンのAltmarkt13番地とSchloss通り18番地には展示室があり、パリ、ロンドン、ロシアのイルクーツク州とサンクトペテルブルクにも支店があった。エルンスト・カプスブランドのピアノの生産はオーストラリア企業の所有の下で2012年に再開した。

## モデル
以下の表は製造年に対する製造番号の割当てを示す。
| 製造番号 | 年        | 製造番号    | 年        | 製造番号     | 年        | 製造番号    | 年        |
| -------- | --------- | ----------- | --------- | ------------ | --------- | ----------- | --------- |
| 1–50     | 1858–1859 | 501–1000    | 1869–1871 | 20001–23000  | 1898–1899 | 37501–37700 | 2011–2012 |
| 51–100   | 1859–1860 | 1001–4000   | 1872–1876 | 23001–24000  | 1900–1901 | 37701–40000 | 2012–2013 |
| 101–150  | 1860–1861 | 4001–6000   | 1877–1879 | 24001–26000  | 1902–1903 | 40001–40500 | 2013–2014 |
| 151–200  | 1861–1862 | 6001–8000   | 1880–1882 | 26001–28000  | 1904–1905 | 40501–41450 | 2014–2015 |
| 201–250  | 1862–1863 | 8001–10000  | 1883–1884 | 28001–30000  | 1906–1908 | 41451–42000 | 2015–2016 |
| 251–300  | 1863–1864 | 10001–12000 | 1885–1887 | 30001–32000  | 1909–1911 |             |           |
| 301–350  | 1864–1865 | 12001–14000 | 1888–1889 | 32001–34000  | 1912–1916 |             |           |
| 351–400  | 1865–1866 | 14001–16000 | 1890–1892 | 34001–36000  | 1917–1921 |             |           |
| 401–450  | 1866–1867 | 16001–18000 | 1893–1895 | Kaps & Kuhse | 1922–1930 |             |           |
| 451–500  | 1867–1868 | 18001–20000 | 1896–1897 | 36001–37500  | 1922–1930 |             |           |

## ジャン＝アンリ・パップとカプス
ピアノに高張力鋼鉄弦と銅巻き弦のシステムを考案し使用し始めたのはカール・ベヒシュタインの教師であったジャン＝アンリ・パップ（1789年–1875年）である。パップは、1826年に交差張弦も発明し、その他多くの成功を収めた発明とあまり成功しなかった発明を残した。また、ヒッチピンとブリッジ（駒）の間に位置する追加のプレッシャーバーの設計を発明した（同様のシステムは後の1972年にC・F・セオドア・スタインウェイによって特許が取られた）、現在は「デュープレックス・スケーリング」と呼ばれている。パップはハンマーのための圧縮フェルトの使用も導入した。これらのうちかなりの数が今日も使用されている。
パップのより成功を収めた発明の一部は、エラール、シュタインヴェーク、スタインウェイ、そしてエルンスト・カプスといったピアノ製作史のかなり初期の少数の製造業者によって採用された。パップと議論し、エルンスト・カプスはパップの設計を拡張して、1865年に二重交差張弦方式を考案した。この設計は低音、中音、高音の3種類の高さのブリッジを用い、それ以前は問題を抱えていたベビーグランドピアノの生産を可能にした。これによってピアノ製作史の初期に全長154 cmのピアノの生産が可能となった。
この発明やアップライトピアノにおける「パンツァーシステム」と呼ばれるものを含ぬその他の効果的な発明の結果として、カプス社は1930年のドレスデン工場の閉業まで長年の商業的成功を収め、この工場では37,500第のピアノが生産された。
エルンスト・カプスは様々な興味深い発明について数多くの特許を取得した。これらのうちの一つが「共鳴体（resonator）」である。これは上面に響孔が開けられた共鳴胴から構成される。これらは、ブリッジの配置に沿って中音および高音のブリッジの真下に固定された。この目的は、より大きな振動体と追加の同時に発生する倍音を作り出そうとするもので、より豊かでより色鮮かな音を生み出そうとする手間のかかる努力であった。

## 発明と特許
共鳴体とベビーグランドピアノ（二重交差配弦グランドピアノ）を含むカプスの発明と開発はしばしば特許が取られた。グランドピアノの蓋に響板を拡張する装置といったその他類似の独創的な発明がエルンスト・カプスによって特許取得された。革命的であったものの、ほとんどは経済的に実用的ではなく、商業的には生産されなかった。

## パーシー・グレインジャーのカプス・ピアノ

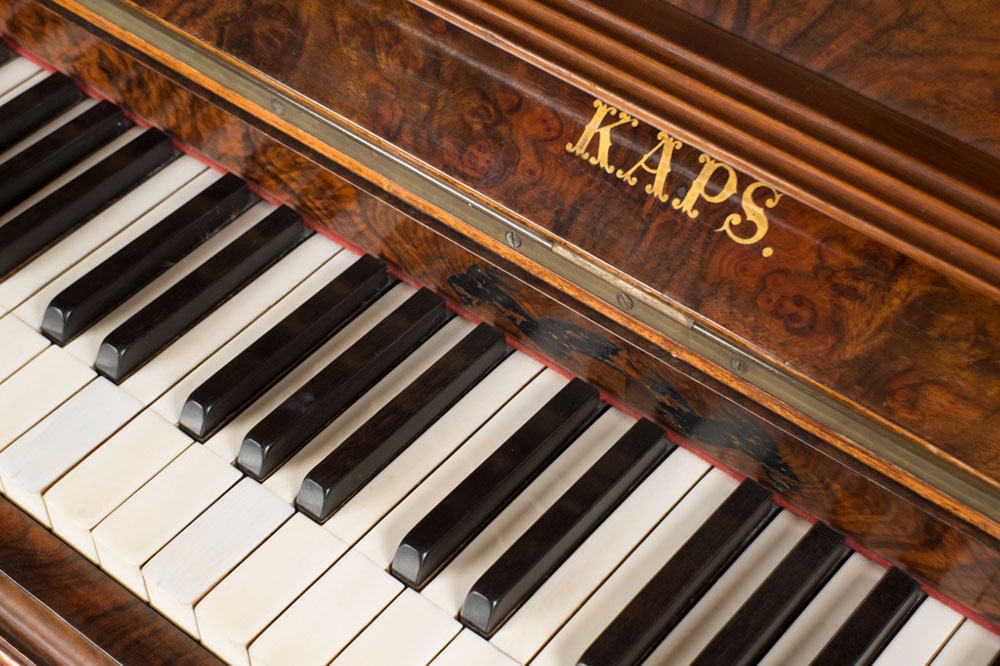
パーシー・グレインジャーが幼少期に練習したピアノ。19世紀末、ドイツ、ドレスデン、エルンスト・カプス製。ウォルナット木目。象牙鍵盤。133 x 158 x 69 cm。Thomas P. Husband夫妻による寄贈。1935 Accession number 00.0057 Grainger Museum collection, メルボルン大学。

パーシー・グレインジャーはドレスデンのエルンスト・カップスによって作られて母のローズ・グレインジャーに提供されたウォルナット合板と象牙鍵盤のアップライトパーラーピアノで演奏を学んだ。グレインジャーの隣には母が教師として座り、1日に2時間ピアノを練習したと伝えられている。1895年、グレインジャー家はドイツに渡り 、ピアノはローズがピアノを教えにいっていたThomas P. Husband夫妻の家に売却された。Husband夫妻はこのピアノを40年間保有し、1935年にメルボルン大学のグレインジャー博物館へ寄贈した。ピアノは現在修復され、「Percy Grainger Museum Melbourne Australia」に展示されている。